# ITunes Originals
iTunes Originals – seria cyfrowych wydawnictw dostępnych wyłącznie poprzez iTunes Store. Każde z nich zawiera muzykę pojedynczego artysty. Album składa się zazwyczaj z ponad dwudziestu ścieżek, które stanowią nie tylko piosenki, ale i komentarze muzyków, dotyczące ich twórczości, a także życia prywatnego. Część wydawnictw zawiera również widea, zarówno powstałe wcześniej, jak i stworzone specjalnie dla iTunes Originals. Utwory na albumy z tej serii nagrywane są w większości przypadków na żywo w studiach nagraniowych, a długość niektórych przekracza nawet 80 min.
Większość albumów iTunes Originals dostępna jest w amerykańskim iTunes Store oraz w poszczególnych krajach poza Stanami Zjednoczonymi. Bywa, że niekiedy wydawnictwa z serii dostępne są wyłącznie w pojedynczych krajach, jednak zdarza się to bardzo rzadko.

## ListaiTunes Originals
- iTunes Originals – 3 Doors Down
- iTunes Originals – Fiona Apple
- iTunes Originals – Barenaked Ladies
- iTunes Originals – Björk
- iTunes Originals – The Black Eyed Peas
- iTunes Originals – Mary J. Blige
- iTunes Originals – The Cardigans
- iTunes Originals – Elvis Costello
- iTunes Originals – Crazy Ken Band (wyłącznie w Japonii)
- iTunes Originals – Sheryl Crow
- iTunes Originals – Death Cab for Cutie
- iTunes Originals – Gloria Estefan & Miami Sound Machine
- iTunes Originals – Melissa Etheridge
- iTunes Originals – The Flaming Lips
- iTunes Originals – Ben Folds
- iTunes Originals – globe (wyłącznie w Japonii)
- iTunes Originals – Goo Goo Dolls
- iTunes Originals – Amy Grant
- iTunes Originals – David Gray
- iTunes Originals – Anthony Hamilton
- iTunes Originals – PJ Harvey
- iTunes Originals – Jewel
- iTunes Originals – Jars of Clay
- ITunes Originals - Jack Johnson
- iTunes Originals – LL Cool J
- iTunes Originals – Ben Lee (wyłącznie w Australii)
- iTunes Originals – Aimee Mann
- iTunes Originals – Sarah McLachlan
- iTunes Originals – Moby
- iTunes Originals – Alanis Morissette
- iTunes Originals – Nas
- iTunes Originals – Willie Nelson
- iTunes Originals – Liz Phair
- iTunes Originals – Red Hot Chili Peppers
- iTunes Originals – R.E.M.
- iTunes Originals – Bonnie Raitt
- iTunes Originals – Patti Smith
- iTunes Originals – Sting
- iTunes Originals – Something for Kate
- iTunes Originals – Tears for Fears
- iTunes Originals – Rob Thomas
- iTunes Originals – Ulfuls (wyłącznie w Japonii)
- iTunes Originals – The Wallflowers
- iTunes Originals – Lee Ann Womack
- iTunes Originals - Yeah Yeah Yeahs